# 2014年淡江大学学生会正副会长补选争议

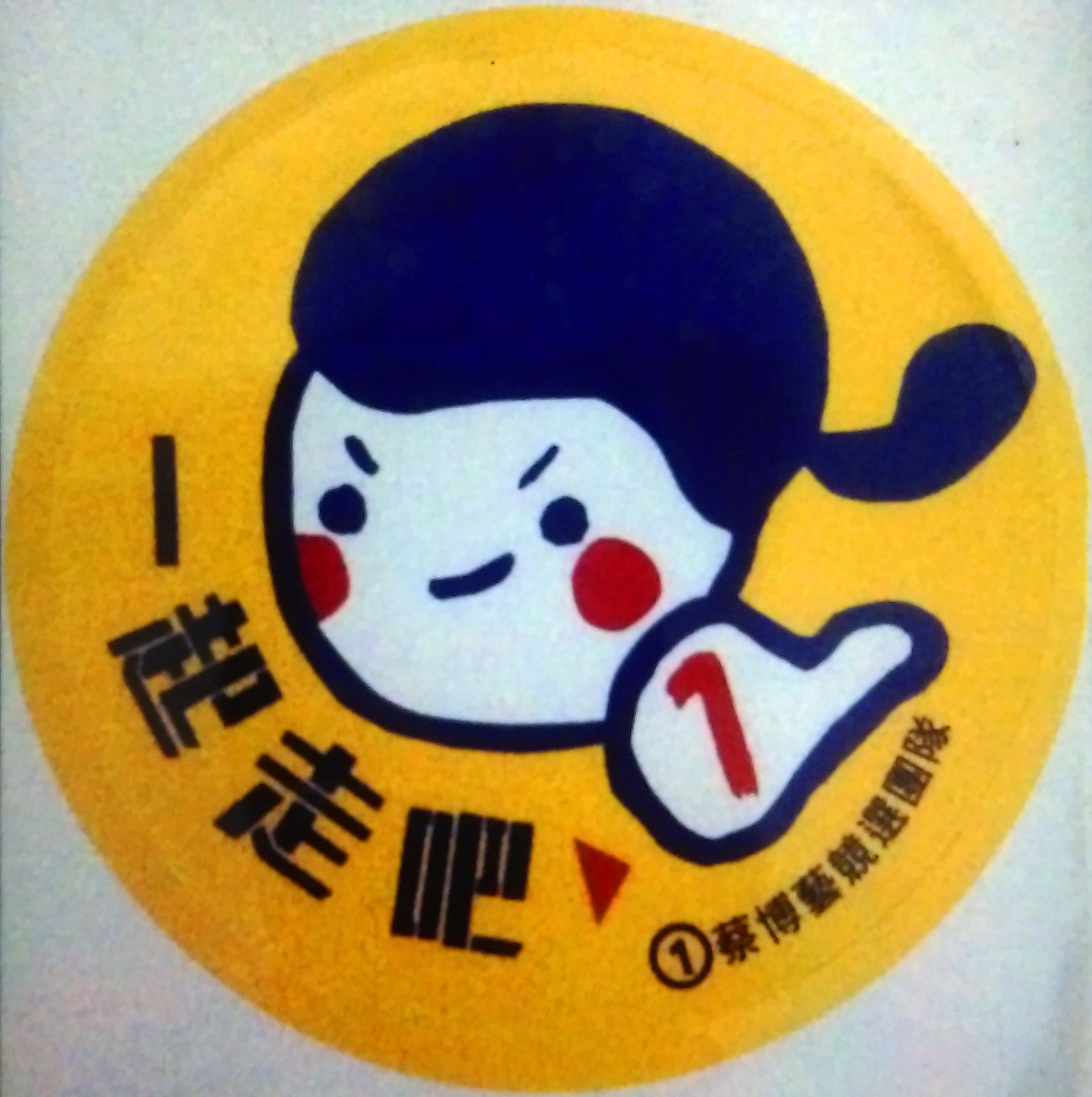
蔡博艺竞选团队文宣

淡江大學第二十屆學生會長正副會長補選爭議，為淡江大學大眾傳播學系中國大陸留學生蔡博藝登記參選而引起的爭議。

## 背景
淡江大学将于2014年9月中旬选出新任学生会会长、副会长，主持选举的机构是“淡江大学中央选举委员会”（简称“中选会”），有两组（每组三人）参与竞选。蔡博艺亦报名登记参选。

## 国籍争议
2014年8月，组织方公示候选人名单。与往届学生会选举不同的是，候选人资料中首次加入国籍資訊。
蔡博艺所在的1号候选人的信息如下：
| 蘭陽校區候選人           | 淡水校區候选人     | 会长候选人         |
| ------------------------ | ------------------ | ------------------ |
| 姚远鸣                   | 张国轩             | 蔡博艺             |
| 中华人民共和国           | 中華民國           | 中华人民共和国     |
| 资讯创新与科技学系二年级 | 法国语言学系三年级 | 大众传播学系四年级 |

这引发了台湾社会关于人权与国家安全之间矛盾的争议。

## 法规争议
1号候选人团队方面声称淡江大学中选会没有公布所谓新的选举法规，而且有意拖延1号候选人确认新选举法规的时间。
中组会方面在9月15日的记者会上对1号候选人团队的疑问作出解释：中选会首先承认103年的选罢法即新的选举法规，立法过程经过学生议会三读通过绝对合乎规范，只是行政过程中有疏失，导致网站上迟迟未公布103年的版本。

## 选举暂停
面对新旧选举法规不同导致的争议，淡江大学中选会于2014年9月15日11时30分左右召开记者会表示，因为法规争议，将解散学生会底下的中选会，并停办原定在本周开始的淡江大學學生會會長选举，待相关法规符合程序后再另行补选。
|  | 淡江大學中央選舉委員會 公告 中華民國103年9月15日 依學生會103年9月15日函示，本會自即日起終止會務，停止辦理「103學年度學生會第20屆正副會長補選選舉」。相關選務事宜，將再行公告。 |

按照原计划，2014年淡江大学学生会會長选举的两组候选人于2014年9月15日中午12时进行政见发表会。在淡大中选会作出此一宣布后，2号候选人简单表示，不会采用任何手段抗议，将用理性和平的态度与中选会沟通并等待后续通知。而1号候选人蔡博艺一方则与中选会陈彦甫一方爆发冲突，从媒体的照片来看，蔡博艺一方阻挡学生会的学生离开，过程中蔡博艺并倒地。
面对这一冲突事件，校方召来警察处理。蔡博艺和陈彦甫原本互控对方妨害自由与伤害罪，到派出所后虽都未正式提出控告，但皆表示保留提告之权利。

## 重新选举
10月14日，重新抽籤。蔡博藝指出，由於她遺失了學生證，中選會原本答應可以用臨時學生證登記，並在登記表上蓋章確認，也收了她的選務袋和保證金；但在開始抽籤時，中選會又以她未完成登記為由拒絕讓她參加抽籤，排除了她的參選資格。

## 各方反应

### 官方意见
淡江大学校方表示，学生会长的选举由学生自治的中央选举委员会办理，校方不会对其进行干涉，校方也没有规定陆生不能参与学生会长选举。
行政院大陆委员会表示对陆生参选学生会一事乐观其成，但是指出：选举公报登载两岸学生的「国籍」，不符《两岸人民关系条例》以户籍区分两岸人民身分的作法。

### 支持意见
太阳花学运意见领袖陈为廷于2014年8月10日在其个人Facebook上发文，公开表示支持蔡博艺的参选。
太阳花学运领袖之一林飞帆也对蔡博艺参选表示支持：
|  | 很多人担心中国留学生在台湾竞选学生会长会不会有渗透的问题，有这样的疑虑，我们面对的方式绝不应该阻止他们参选。如果我们认为我们是一个民主国家，如果我们认为我们是一个自由的国家，我们就应该保持一个开放的态度。我们应该彼此辩论大家的立场是什么，我认为这对台湾的民主发展是一件好事情。 |

台湾著名政论家林保华也撰文支持蔡博艺参选淡江大学学生会长。
六四事件领导者之一的国立清华大学教授王丹表示对蔡博艺参选的支持。8月18日，他說：「如果今天，擔心參選學生的意識形態而限制他／她的權利；如果我們不讓學生自己選擇，而直接在法律上就限制了某種立場；本質上說，這跟當年臺灣民主運動反對的對象，又有什麼區別呢？為了防範未來的危險，而把現在的開放、多元的體系限制住，這不是因噎廢食嗎？……如果你真的擔心蔡博藝當選會侵害到臺灣的主體性，何不乾脆自己積極站出來參選呢？……消極的防守，往往是把自己困死在壕溝裡。」
民主进步党新北市长参选人游锡堃8月13日表示，应该给蔡博艺鼓励。
8月13日上午，國立臺灣大學教授范雲在Facebook發文支持蔡博藝參選，「校園選舉是學生權，有學生身分就該有學生權（十八歲學生目前依法還沒有投票權，但可以參與校園民主）」；她說，她認識蔡博藝，「這麼優秀的一位女同學參選學生會長，無論是陸生或台生，也許不只對淡大校園有利，將來還有機會救台灣呢！」但范雲發文後，國立政治大學教授黃錦容隨即在Facebook抨擊范雲：「范雲不是腦殘，也不是廢師。范雲與一票國立大學體系的指導老師、插花老師、敲鑼打鼓老師所形構成的密閉隔絕體系，難怪公投盟與獨派體系從頭至尾的被排除在決策幹部圈內。黃國昌與王丹正是國共（兩黨）合作合體的兩個高級經理幹部，范雲只是退化被納入黨國體系的次要三流配合演出的腳色而已。」同日下午，范雲在Facebook回應，她支持蔡博藝的文章被轉貼時，有人罵她「妖言惑眾」，還有人問她「耶魯大學的學生會可以讓外國人參選嗎？」她回答，民主就是成員的自我治理，成員的邊界在這個學生權範圍裡非常清楚，「耶魯大學的學生會當然可以讓外國籍的學生參選，而且還有人當選過會長（至少在我唸書期間的研究生學生會出現過）。我在耶魯大學時，作為一位非美國籍學生，也是那裡的研究生工會成員。不知道國籍和學生校園民主參與，何時有了互斥關係？ （難不成耶魯大學要限制所有和美國有緊張關係的國家的學生，都不准參與校園民主嗎？這限制起來，國家數目應該也不少吧？）」
10月15日，銘傳大學教授孔令信支持蔡博藝參選，認為「顯然在校園中，還是有人不太能夠接受陸生參選甚至有可能當選的事實」，並批評淡大學生會與補選委員會「遊戲規則一變再變……看來都是在依法處理，卻無法以法服人、以理服人」。

### 反对意见
太阳花学运领袖之一的福尔摩鲨会社社长刘敬文（妖西）坚决反对蔡博艺参选淡江大学学生会會長。妖西表示，「台湾够民主到校园自治足以抵抗中共的威胁」这种说法过于天真，如果开放中国大陸学生参选，对中共来说这便又多一个渗透的破口，这破口可能会一步步从私立大学一直到像台大、政大等国立大学，改变生态的结构，最后影响台湾人对于中共的认知。妖西表示，選舉本來就有共識，像是誰可以投票、誰可以被選舉；但有國家安全作為前提，這就不是民主問題，把前提和問題併在一起看會很危險；不然，候選人就不用有戶籍規定，投票的人也不用設門檻了。

### 其他意见
2014年8月17日，《聯合晚報》的〈午後熱評〉評論：「從浙江來的小女生蔡博藝，參選淡江大學學生會長補選，挑動了台灣一根已沉了很深的神經：『小心匪諜就在你身邊。』……這個聲浪來自學運界裡的台獨派，他們深怕：此例一開，台灣所有大學都會被陸生插旗成功。這個邏輯多麼耳熟？福爾摩鯊會社社長妖西說，『如果開放給中國籍學生選』，『對中國來說這便又多一個滲透的破口』，最終滲透到台大、政大這樣的國立大學，最後影響台灣人對於中共的認知。蔣介石地下有知，一定甚感安慰：『小心匪諜』的政治宣傳，半個世紀後，竟還留在『台獨分子』的骨子裡。」
2014年8月21日，國立清華大學教授姚人多評論，蔡博艺参选淡江大学学生会长這件事證明，台灣獨立運動極度脆弱，「它像是雞蛋一樣，表面上看來沒有縫隙，可是只需稍加用力，這個圈子的內部紛爭與矛盾便會公諸於世」；他還說，蔡博藝參選一事至少反映台灣獨派內部三個頗為嚴重的問題：㈠獨派內部的猜忌；㈡民進黨不見了；㈢獨派內部對於「中國到底是什麼」，也缺乏明確的共識。

## 改編作品
- 我們的青春，在台灣

## 外部連結
- YouTube上的淡江大學 第20屆學生會正副會長補選 ①號會長候選人 蔡博藝
- YouTube上的淡江大學會長候選人蔡博藝與中選會主委校門口爆衝突 by 新頭殼newtalk